# ألون داي
ألون داي (بالعبرية: אלון דאי ‏) (و. 1991  م) هو سائق سباق إسرائيلي، ولد في أشدود.

## روابط خارجية
- ألون داي على موقع Racing-Reference.info (الإنجليزية)
- ألون داي على موقع DriverDB.com (الإنجليزية)